# 革命马克思主义
革命马克思主义（英語：Revolutionary Marxism）泛指支持无产阶级用革命推翻资产阶级和封建阶级并建立无产阶级专政的理论，同时反对修正主义和改良主义。
部分共产主义组织或个人将自己的意识形态称为“革命马克思主义”或以此自名，如希腊共产主义组织、革命马克思主义者同盟、革命马克思主义潮流、国际革命马克思主义中心、日本革命的共产主义者同盟革命的马克思主义派、革命马克思主义党、革命马克思主义者共产党等。
虽然其使用者主张各异，但大多数认同马克思列宁主义，部分支持反修正主义，部分亲近托洛茨基主义或就是托洛茨基主义者。